# Estadio isotópico marino

5 millones de años de historia, representando la Pila Bentónica Lisiecki y Raymo (2005) LR04

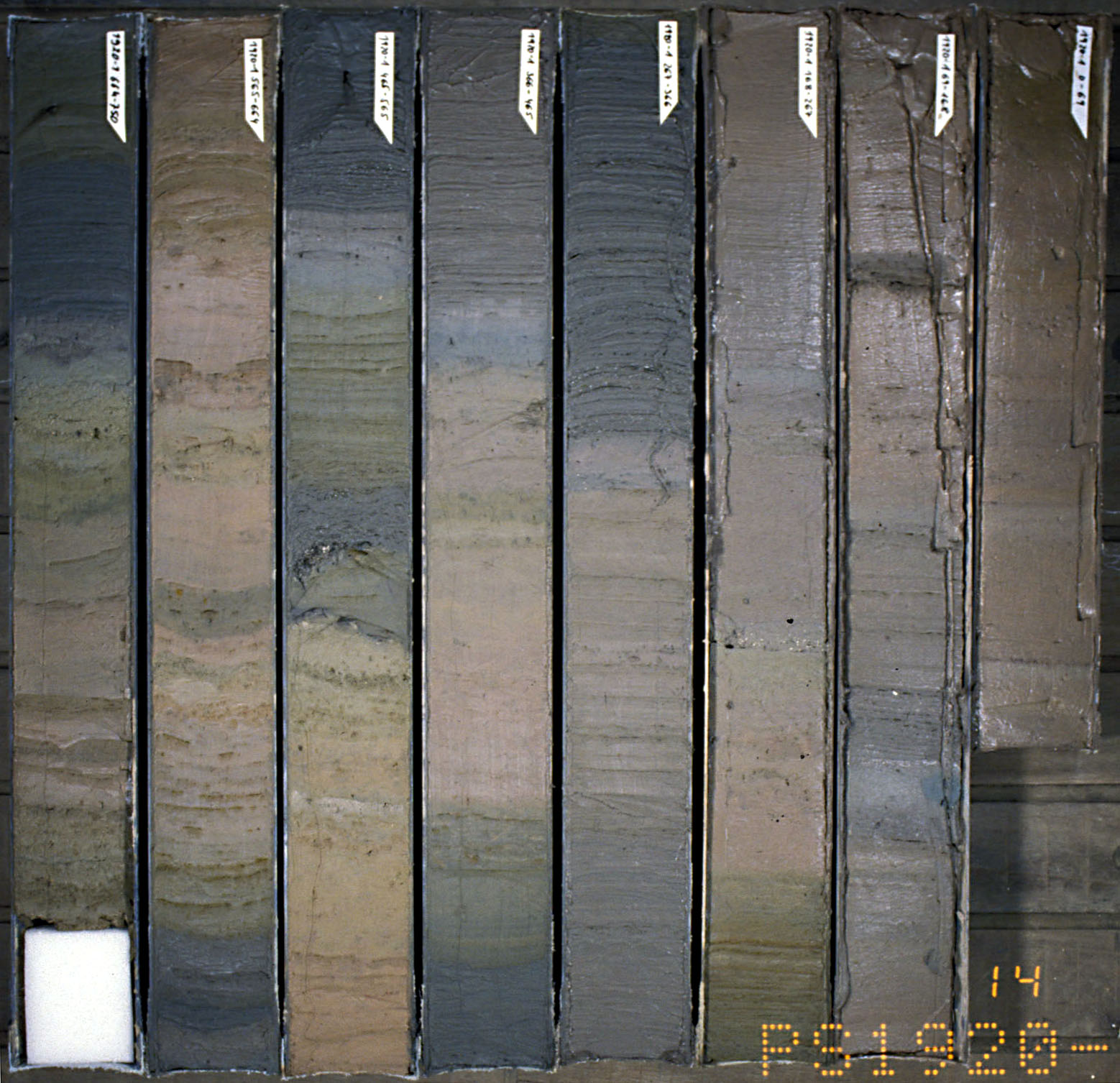
Secciones de núcleos sedimentarios de Groenlandia

Los estadios isotópicos marinos (MIS, por sus siglas en idioma inglés) o estadiales son deducidos de los datos de isótopos de oxígeno obtenidos de muestras de testigos de sondeos en aguas profundas, los estadios de isótopos de oxígeno marinos o estadios de isótopos de oxígeno (OIS) alternan períodos cálidos y fríos en el paleoclima de la Tierra. Los estadios con números pares tienen valores altos de oxígeno-18 y reflejan eras glaciales frías, mientras que los estadios con números impares tienen valores bajos de oxígeno-18 y representan intervalos interglaciares cálidos. Trabajando hacia atrás desde el presente, que es MIS 1, estos estadios representan intervalos interglaciales cálidos. Los datos se derivan de restos de polen y foraminíferos (plancton) en testigos de sedimentos marinos perforados, sapropeles y otros datos que reflejan el clima histórico; estos se llaman proxies.
La escala de tiempo MIS se creó a partir del trabajo innovador de Cesare Emiliani en la década de 1950 y ahora se usa ampliamente en arqueología y otros campos para expresar la datación en el período Cuaternario (los últimos 2,6 millones de años). También proporciona los datos más completos y precisos para ese período de tiempo para la paleoclimatología, o el estudio del clima primitivo de la Tierra, sirviendo como "el punto de referencia contra el cual comparamos otros registros climáticos del Cuaternario". A su vez, la investigación de Emiliani dependía de la predicción de Harold Urey de 1947 de que la proporción de isótopos de oxígeno-18 a oxígeno-16 en la calcita, el principal componente químico de las conchas y otras partes duras de una variedad de organismos marinos, debería variar según el agua, temperatura en el momento en que se formó la calcita.
Actualmente datando de unos 6 millones de años, se han detectado más de 100 estadios; en el futuro, la escala puede retroceder hasta 15 millones de años. Algunos estadios, sobre todo MIS 5, tienen subestadios, como "MIS 5a", donde 5a, c y e son estadios cálidos y 5b y d son fríos. También es posible usar un sistema numérico para referirse a "horizontes" (eventos en lugar de períodos), con, por ejemplo, MIS 5.5 denotando el punto máximo de MIS 5e y 5.51, 5.52, etc. representando los máximos y mínimos del registro en un nivel aún más fino. Todavía se está produciendo una resolución de tiempo más precisa para períodos más recientes.

## Desarrollo de una escala de tiempo

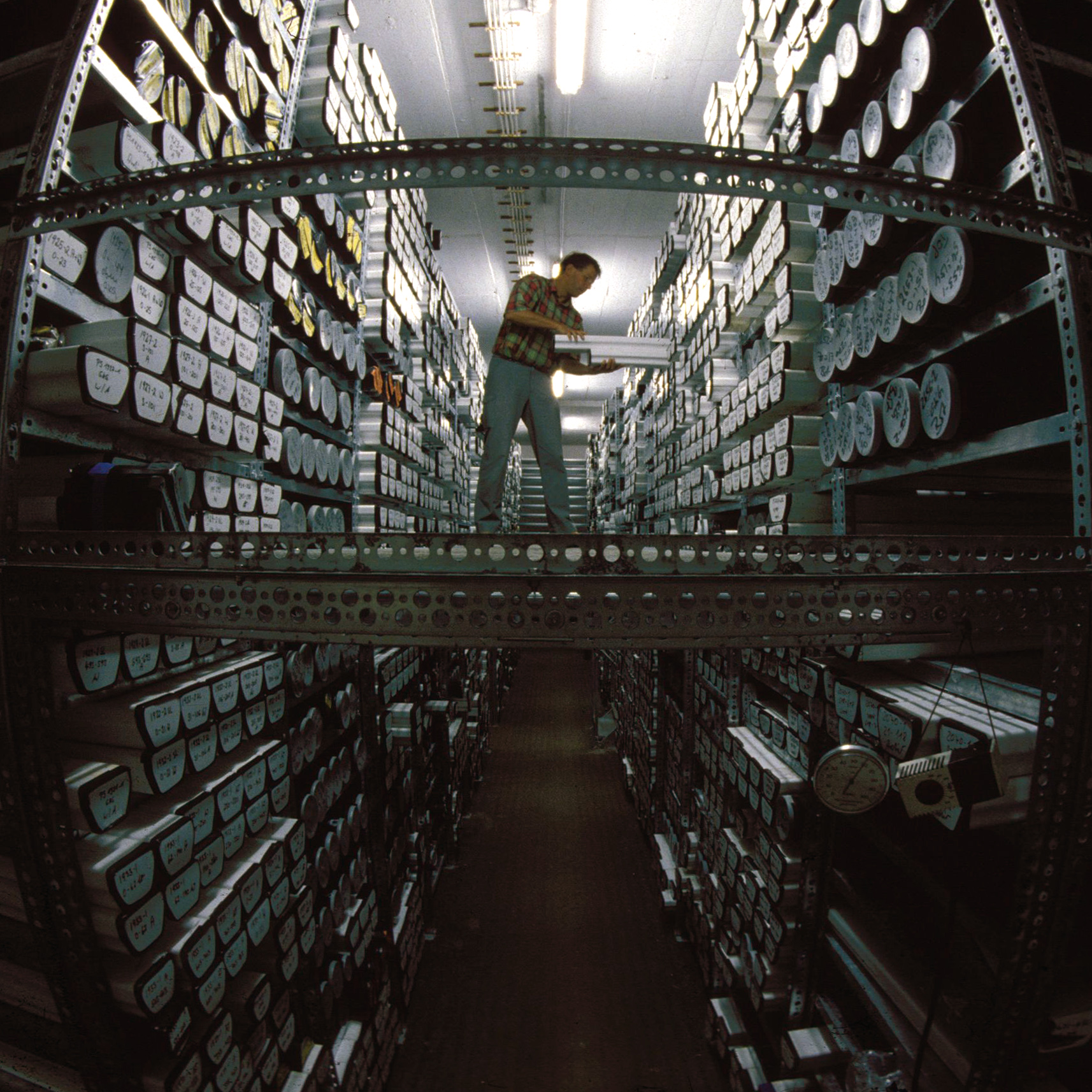
Un depósito de núcleos marinos obtenidos mediante perforaciones.

En 1957, Emiliani se mudó a la Universidad de Miami para tener acceso a barcos y equipos de perforación con testigo continuo, y comenzó a perforar en el Caribe y recopilar datos de los testigos. Otro avance importante se produjo en 1967, cuando Nicholas Shackleton sugirió que las fluctuaciones a lo largo del tiempo en las proporciones de isótopos marinos que se habían hecho evidentes para entonces no se debían tanto a cambios en la temperatura del agua, como pensaba Emiliani, sino principalmente a cambios en el volumen de las capas de hielo, que cuando se expandieron tomaron el isótopo oxígeno-16 más liviano en lugar del oxígeno-18 más pesado. Se encontró que los ciclos en la proporción de isótopos corresponden a evidencia terrestre de glaciares e interglaciales. Luego, un gráfico de toda la serie de etapas reveló avances y retrocesos insospechados del hielo y también completó los detalles de los estadios e interestadiales.
Muestras de testigos de hielo más recientes del hielo glacial de hoy corroboraron los ciclos a través de estudios de la deposición de polen antiguo. Actualmente, una serie de métodos están haciendo posibles detalles adicionales. La coincidencia de los estadios con los períodos nombrados avanza a medida que se descubren nuevas fechas y se exploran geológicamente nuevas regiones. Los registros isotópicos marinos parecen más completos y detallados que cualquier equivalente terrestre, y han permitido identificar una línea de tiempo de la glaciación para el Plio-Pleistoceno. Ahora se cree que los cambios en el tamaño de las principales capas de hielo, como la histórica capa de hielo Laurentide de América del Norte, son el factor principal que rige las variaciones en las proporciones de isótopos de oxígeno.
Los datos del MIS también coinciden con los datos astronómicos de los ciclos de Milankovitch de forzamiento orbital o los efectos de las variaciones en la insolación causadas por ligeros cambios cíclicos en la inclinación del eje de rotación de la Tierra – la «teoría de los orbitales». De hecho, que los datos del MIS coincidieran tan bien con la teoría de Milankovich, que formó durante la Primera Guerra Mundial, fue un factor clave para que la teoría obtuviera una aceptación general, a pesar de algunos problemas restantes en ciertos puntos, en particular el llamado problema de los 100 000 años. Para períodos relativamente recientes, los datos de datación por radiocarbono y dendrocronología también respaldan los datos MIS. Los sedimentos también adquieren magnetización remanente de depósito que les permite correlacionarse con las inversiones geomagnéticas de la tierra. Para muestras de testigos más antiguas, los depósitos anuales individuales generalmente no se pueden distinguir, y la datación se toma de la información geomagnética de los testigos. Otra información, especialmente en cuanto a las proporciones de gases como el dióxido de carbono en la atmósfera, la proporciona el análisis de testigos de hielo.
El proyecto SPECMAP
, financiado por la Fundación Nacional de Ciencias de EE. UU., ha producido una cronología estándar para los registros de isótopos de oxígeno, aunque existen otros. Esta cronología de alta resolución se derivó de varios registros isotópicos, la curva compuesta luego se suavizó, filtró y ajustó a los ciclos conocidos de las variables astronómicas. El uso de una serie de perfiles isotópicos se diseñó para eliminar los errores de «ruido», que podrían haber estado contenidos en un único registro isotópico. Otro gran proyecto de investigación financiado por el gobierno de los EE. UU. en las décadas de 1970 y 1980 fue Clima: investigación, mapeo y predicción de largo alcance (CLIMAP), que en gran medida logró su objetivo de producir un mapa del clima global en el último período glacial Máximo, hace unos 18 000 años, con algunas de las investigaciones también dirigidas al clima hace unos 120 000 años, durante el último interglaciar. Los avances teóricos y la gran mejora de los datos disponibles en la década de 1970 permitieron realizar una «gran síntesis», más conocida por el artículo de 1976 Variations in the earth's orbit: pacemaker of the ice age (en Science), de JD Hays, Shackleton y John Imbrie, que sigue siendo ampliamente aceptado hoy en día, y cubre la escala de tiempo MIS y el efecto causal de la teoría orbital.
En 2010, la Subcomisión de Estratigrafía Cuaternaria de la Comisión Internacional de Estratigrafía eliminó otras listas de fechas MIS y comenzó a utilizar Lisiecki & Raymo (2005) LR04 Benthic Stack, actualizado. Esto fue compilado por Lorraine Lisiecki y Maureen Raymo.

## Estadios

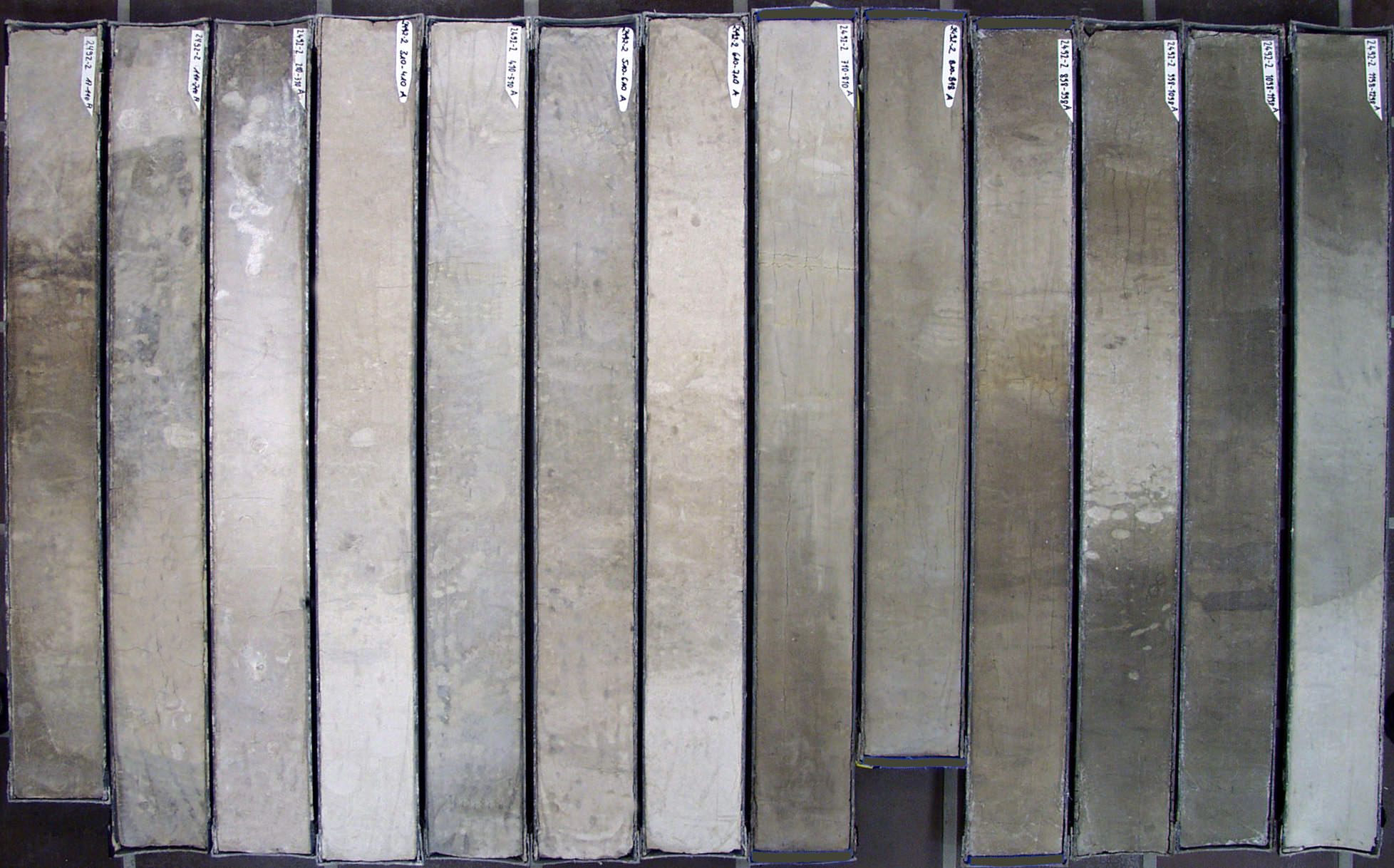
Secciones de núcleos marinos del Atlántico Sur, de aproximadamente un millón de años.

Las siguientes son las fechas de inicio (aparte de los subestadios del MIS 5) del MIS más reciente (Lisiecki & Raymo 2005, LR04 Benthic Stack). Las cifras, de hace miles de años, son del sitio web de Lisiecki. Los números para las subetapas en MIS 5 denotan picos de subetapas en lugar de límites.
MIS    Fecha de inicio
- MIS 1 - 14 kya, el final del Younger Dryas marca el comienzo del Holoceno. La fecha LR04 de 14 kya tuvo que adaptarse a intervalos de tiempo menos estudiados, y se prefiere la fecha generalmente aceptada de 11,7 kya.[14]
- MIS 2 – 29 (Último Máximo Glacial)
- MIS 3 - 57[16] (MIS 2-4 se denomina Último período glacial, glaciación de Wisconsin en América del Norte, glaciación de Weichselian en el norte de Europa)
- MIS 4 – 71
- MIS 5 - 130, generalmente subdividido en a a e:
  - MIS 5a – 82 (pico del subestadio interglacial)
  - MIS 5b - 87 (pico del subestadio glacial)
  - MIS 5c – 96 (pico del subestadio interglacial)
  - MIS 5d - 109 (pico del subestadio glacial)
  - MIS 5e - 123 (pico del subestadio interglacial Eemian o Ipswichian en Gran Bretaña)
- MIS 6 - 191 (Glaciación illinoiense en América del Norte, Saalian en el norte de Europa y más tarde Wolstonian en Gran Bretaña)
- MIS 7 - 243 (Interglacial Aveley en Gran Bretaña)
- MIS 8 - 300 (wolstoniano temprano en Gran Bretaña)
- MIS 9 - 337 (Interglacial Purfleet en Gran Bretaña)[17]
- MIS 10 – 374
- MIS 11 - 424 (Interglacial de Hoxnian en Gran Bretaña)
- MIS 12 - 478 (Glacial Anglo en Gran Bretaña, glaciación de Elster en el norte de Europa)
- MIS 13 – 524
- MIS 14 – 563
- MIS 15 – 621
- MI 16 – 676
- MIS 17 – 712
- MIS 18 – 761
- MIS 19 - 790 (Inversión magnética de Brunhes-Matuyama)
- MIS 20 – 814
- MIS 21 – 866

La lista continúa hasta MIS 104, comenzando hace 2.614 millones de años.

## Versiones anteriores
Las siguientes son las fechas de inicio del MIS más reciente, en kya (hace miles de años). Las primeras cifras son derivadas por Aitken & Stokes de Bassinot et al. (1994), con las cifras entre paréntesis estimaciones alternativas de Martinson et al. para la etapa 4 y para las demás las cifras de SPECMAP en Imbrie et al. (1984). Para las etapas 1 a 16, las cifras de SPECMAP están dentro de los 5 kya de las cifras que se dan aquí. Todas las cifras hasta el MIS 21 están tomadas de Aitken & Stokes, Tabla 1.4, excepto las subetapas del MIS 5, que son de la Tabla 1.1 de Wright.
- MIS 1 - 11 kya, el final del Younger Dryas marca el comienzo del Holoceno, continuando hasta el presente
- MIS 2 - 24 cerca del Último Máximo Glacial
- MIS 3 – 60
- MIS 4 – 71 (74)
- MIS 5 - 130, incluye el Eemian; generalmente subdividido en a a 5e:
  - MIS 5a – 84.74
  - MIS 5b – 92,84
  - MIS 5c – 105.92
  - MIS 5d – 115.105
  - MIS 5e – 130.115
- MIS 6 – 190
- SIM 7 – 244
- MIS 8-301
- MIS 9 – 334
- MIS 10 – 364
- MIS 11 427, el más parecido al MIS 1.
- MIS 12 – 474
- MIS 13 – 528
- MIS 14 – 568
- MIS 15 – 621
- MIS 16 – 659
- MIS 17 – 712 (689)
- MIS 18 – 760 (726)
- MIS 19 – 787 (736)
- MIS 20 – 810 (763)
- MIS 21 – 865 (790)

Algunos estadios más antiguos, en millones de años:
- MIS 22 - 1,03 millones de años, marcando el final del período de Bavelian en Europa
- MIS 62 – 1.75, final del Tiglian
- MIS 103 – 2588, final del Plioceno y comienzo del Pleistoceno, en la escala de tiempo INQUA (las definiciones más antiguas sitúan este cambio en 1806 millones de años) – la fecha MIS no se ve afectada)